# أبيصار
أبيصار هو ملك أموري لسلالة لارسا حكم من سنة 1841 ق م حتى سنة 1830 ق م، خلف الحكم من أبيه غنغنوم وخلفه في الحكم إبنه سومل.